# St. Andreas (Grünbach)

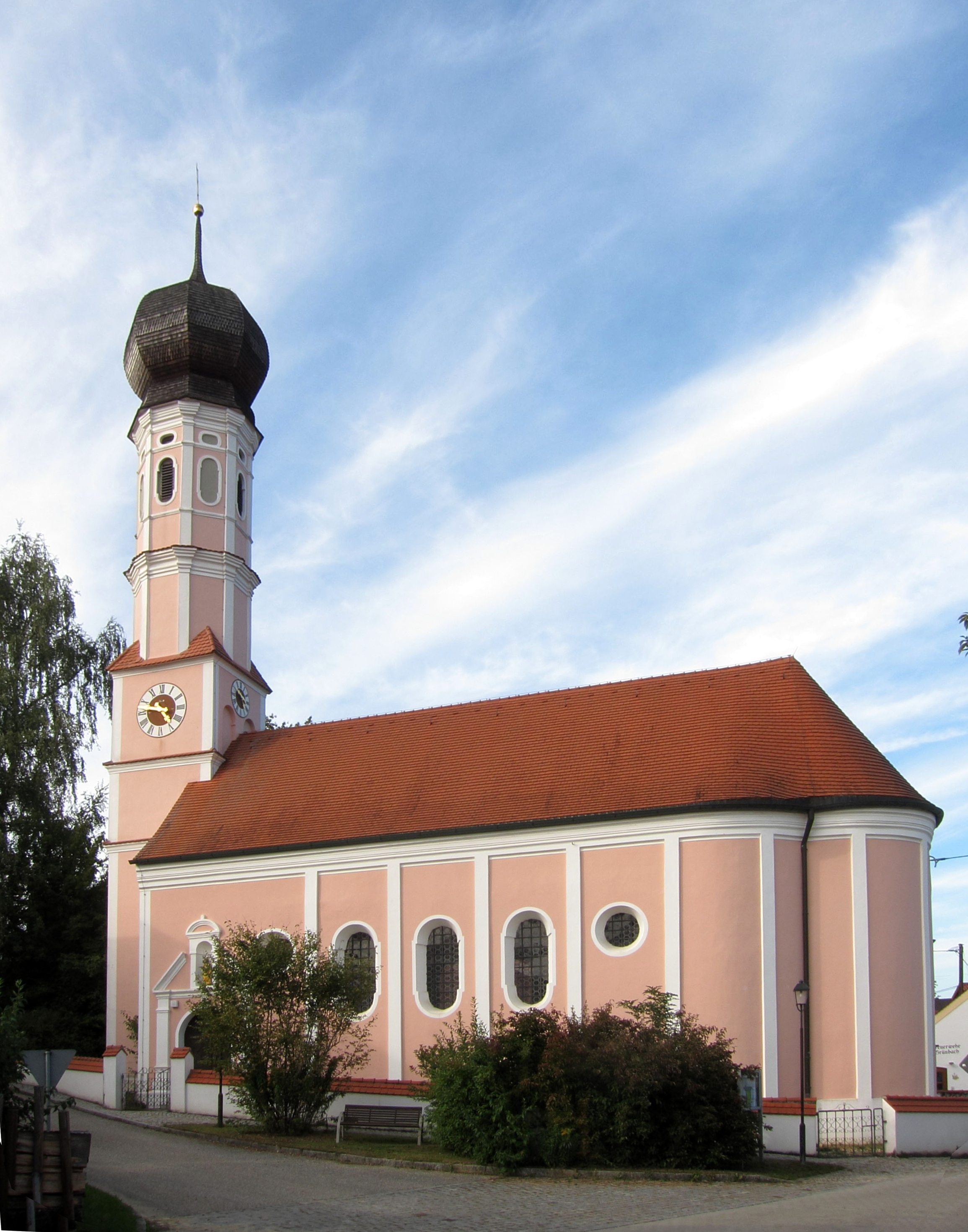
St. Andreas in Grünbach

Die römisch-katholische Filialkirche St. Andreas steht in Grünbach, einem Gemeindeteil von Bockhorn im oberbayerischen Landkreis Erding. Das Bauwerk ist in der Liste der Baudenkmäler in Bockhorn als Baudenkmal unter der Nr. D-1-77-113-10 eingetragen. Die Kirche gehört zum Pfarrverband Bockhorn im Dekanat Erding des Erzbistums München und Freising.

## Beschreibung
Die barocke Saalkirche wurde 1668 nach einem Entwurf von Hans Kogler errichtet. Sie besteht aus dem Langhaus, dem eingezogenen, halbrund geschlossenen Chor im Osten und dem Kirchturm mit Zwiebelhaube im Westen.
Der spätklassizistische Hochaltar wurde 1822 von Joseph Daniel Ohlmüller entworfen. Auf dem Altarretabel hat August von Seinsheim die Vierzehn Nothelfer gemalt.